# Ibisy
Ibisy, ibisowate (Threskiornithidae) – rodzina ptaków z rzędu pelikanowych (Pelecaniformes). Obejmuje gatunki brodzące, zamieszkujące strefy klimatów równikowych, zwrotnikowych i podzwrotnikowych całego świata, nieliczne gatunki pojawiają się w strefie klimatów umiarkowanych.

## Charakterystyka
Wyróżnianych jest ponad trzydzieści gatunków. Odznaczają się małą głową, różnorodnym upierzeniem oraz długim, szablastym dziobem. Zamieszkują podmokłe rejony tropikalnej i umiarkowanej strefy. Odbywają wędrówki w charakterystycznym szyku – ustawione rzędami prostopadle do kierunku lotu, zawsze z prosto wyciągniętymi głowami. Do Polski sporadycznie zalatują dwa gatunki – ibis kasztanowaty i warzęcha zwyczajna. Długość ciała od 55 do 90 cm. Długie nogi z udem co najmniej do połowy nagie. Szyja jest długa, ogon stosunkowo krótki. Brak wyraźnego dymorfizmu płciowego. W upierzeniu przewaga koloru białego i ciemnych z metalicznym połyskiem. Kształt dzioba zależy od rodzaju (długi, cienki i łukowato wygięty u ibisów, a długi, prosty, szeroki z charakterystycznym rozszerzeniem na końcu u warzęch). Żywią się pokarmem zwierzęcym. Tworzą kolonie gniazdowe, często wielogatunkowe.

## Systematyka
Rodzina bywa dzielona na dwie podrodziny: ibisy (Threskiornithinae) i warzęchy (Plataleinae), lecz najnowsze badania molekularne nie potwierdzają tego podziału. Do rodziny należą następujące rodzaje:
- Threskiornis G.R. Gray, 1842
- Platalea Linnaeus, 1758
- Pseudibis Hodgson, 1844
- Geronticus Wagler, 1832
- Nipponia Reichenbach, 1853 – jedynym przedstawicielem jest Nipponia nippon (Temminck, 1835) – ibis czubaty
- Bostrychia G.R. Gray, 1847
- Theristicus Wagler, 1832
- Cercibis Wagler, 1832 – jedynym przedstawicielem jest Cercibis oxycerca (von Spix, 1825) – ibis ostrosterny
- Mesembrinibis J.L. Peters, 1930 – jedynym przedstawicielem jest Mesembrinibis cayennensis (J.F. Gmelin, 1789) – ibis zielony
- Phimosus Wagler, 1832 – jedynym przedstawicielem jest Phimosus infuscatus (M.H.C. Lichtenstein, 1823) – ibis żałobny
- Eudocimus Wagler, 1832
- Plegadis Kaup, 1829
- Lophotibis Reichenbach, 1853 – jedynym przedstawicielem jest Lophotibis cristata (Boddaert, 1783) – ibis białoskrzydły

## Rola w starożytnej religii
W starożytnym Egipcie ibisy czczone (Threskiornis aethiopicus) uważane były za święte, były atrybutem boga Thota (bóg posiadał głowę tego ptaka). Kiedy faraon umierał, często zabijano kilkadziesiąt ptaków, które po zabalsamowaniu trafiały razem ze zmarłym do grobowca. Białe pióra ibisa symbolizowały światło słońca, czarna szyja symbolizowała cień księżyca, ciało było sercem, a nogi trójkątem (symbolem słońca).
Odkrycia archeologiczne dostarczają nam wielu informacji na temat znaczenia ibisów w starożytnym Egipcie. W miejscach takich jak Sakkara odkryto ogromne nekropolie pełne mumii tych ptaków, co potwierdza ich religijne znaczenie. Proces mumifikacji ibisów był skomplikowany i wymagał dużej precyzji, co świadczy o ogromnym szacunku, jakim darzono te ptaki. Ptaki te były hodowane w świątyniach boga Thota, gdzie ich ciała po śmierci były mumifikowane i składane jako ofiary. 